# 2011年西安肉夹馍店爆炸事故
2011年11月14日7点40左右，陕西省西安市雁塔区嘉天国际大厦公寓底商樊记腊汁肉夹馍店发生液化石油气泄漏爆炸重大事故，爆炸造成11人死亡，31人受伤。

## 事情经过
11月14日7点40分左右，西安市太白路与科创路十字路口西南角嘉天国际一层一家名为“樊家腊汁肉夹馍”的小吃店发生爆炸，据初步勘验，可能是该店液化气罐泄露引起爆炸。爆炸威力巨大，大厦前的公交车站被完全摧毁，周围两、三公里内的建筑物都受到影响。多辆停在大厦前的轿车受损，强大的气浪冲击波将汽车玻璃震碎。据目击路人称，爆炸的气浪将一辆汽车掀起十多米高，由于正值上班、上学高峰，多人被爆炸造成的冲击波炸飞的玻璃划伤。由于伤者众多，事发所在地的西安高新医院的急救病房饱和，部分伤者已往西安交大一附院分流。

## 爆炸原因
据11月17日西安市政府召开的“西安嘉天国际‘11.14’爆炸事件通报会”，本次事故定性为公共场所经营安全事故，排除人为破坏。事故原因初步认为是樊家肉夹馍店液化气罐泄漏，液化气与空气的混合气体达到爆炸极限，遇火源引起爆炸。11月14日，肉夹馍店最早到的员工发现店内有煤气味和白雾，打电话向老板汇报，这名员工在爆炸中死亡，至于这通电话是否爆炸诱因，警方还在调查中。肉夹馍店的三个液化气罐被送往质检部门鉴定以确定泄漏原因。2011年11月22日，国家安委会办公室的事故通告中透露，3个液化气罐为爆炸前一天购进。

## 伤亡情况
截止11月17日，事故造成10人死亡，36人受伤。其中，1人为肉夹馍店员工，9人为行人或等公交车人员（其中小学生2人、中学生1人），受伤人员均为行人或等公交车人员。
| 姓 名  | 性别 | 年龄  | 单位/学校                        |
| ------ | ---- | ----- | -------------------------------- |
| 张晓霞 | 女   | 27岁  | 樊家肉夹馍店                     |
| 王淼   | 女   | 8岁   | 科创路小学                       |
| 唐勇   | 男   | 29岁  | 莲湖区美华民谣酒店               |
| 王庆宝 | 男   | 28岁  | 太白南路辛家坡村伊利烟酒店配送站 |
| 徐仕碧 | 女   | 25岁  | 沙井村百家超市                   |
| 张欣悦 | 女   | 6岁半 | 科创幼儿园学生(徐仕碧之女)       |
| 胡旭宇 | 女   | 13岁  | 科创路小学                       |
| 李淑杏 | 女   | 54岁  | 沙井村村民                       |
| 段永兴 | 男   | 48岁  | 嘉天国际公寓物业公司             |
| 高亚萍 | 女   | 44岁  | 嘉天国际公寓物业公司             |

## 处理和善后
樊家肉夹馍店老板与为肉夹馍店供应液化气罐的老板，已被警方控制。
17日的通报会透露，本次事故赔偿将分为“死亡赔偿金”和“精神损害抚慰金”两部分，赔偿标准将参考2010年上海静安火灾和贵州福泉爆炸事件。
11月24日，西部网报道，已有8名伤员出院 。
2012年2月27日，陕西省省长赵正永主持召开省政府常务会议，同意陕西省安监局对本次爆炸等三起重大安全事故的责任认定和处理意见。
经调查认定，这是一起因有关经营单位及个人安全责任不落实、安全意识淡薄，非法经营和违法使用钢瓶液化气，有关部门及工作人员安全监管缺失、职责履行不到位而导致的重大安全责任事故。
处罚结果：樊记腊汁肉夹馍科创路店经营者孙连武、管理人员刘彦成、西安市公安局雁塔分局电子城派出所民警高鹏等8人，将移送司法机关依法追究责任。樊家餐饮有限公司法人代表张小江、西安市公安局雁塔分局电子城派出所分管消防监管工作副所长高家华、所长薛文武等11人对事故发生负有主要领导、分管领导及管理职责，分别 给予行政撤职、行政降级、行政记大过、行政记过、行政警告等处分。樊记腊汁肉夹馍科创路店、非法液化气经营配送点、嘉天物业管理有限公司、西安樊记腊汁肉夹馍餐饮管理有限公司等经营单位对事故发生负有直接、主要、重要责任，分别给予吊销营业执照、吊销从业资质、取缔非法经营点、没收违法所得、行政和经济处罚处理。

## 其他
17日的通报会还透露，爆炸未对嘉天大厦3、4号楼主体造成显著损伤。而肉夹馍店所在的3号楼爆炸损坏范围内部分楼板及次梁破坏严重，需要及时加固处理。
在17日举行的通报会上，西安市委书记孙清云向西安市人民道歉。